# Someday (I Will Understand)
«Someday (I Will Understand)» — песня американской певицы Бритни Спирс, выпущенный в 2005 году. Автором песни является сама Спирс, а продюсером выступил Гай Сигсворт.

## История создания
Песня «Someday (I Will Understand)» была написана Спирс на фортепиано у себя дома за две недели до того, как она узнала о своей беременности Шоном Престоном. Она объяснила, что песня появилась «как пророчество… когда ты беременна, ты обретаешь силу». Песня была спродюсирована Гаем Сигсвортом, который ранее работал с певицей над песней «Everytime» (2003). Спирс записала свой вокал для песни в Conway Studios в Лос-Анджелесе, Калифорния, и в Frou Frou Central в Лондоне. На фортепиано играла сама Спирс, а все остальные инструменты (включая барабаны) и сведение были сделаны Сигсвортом. Бэк-вокал для песни исполнила Кейт Хавневик.

## Музыкальный видеоклип
Режиссером клипа на песню «Someday (I Will Understand)» стал Майкл Хаусcман. Спирс отметила, что он «[сделал] отличную работу, передав в песню, суть и эмоции», и также добавила, что этот клип «отличается по ощущениям» от всех её предыдущих клипов. Клип был снят полностью в черно-белом фоне. Спирс утверждала, что её жизнь «прошла полный круг», и подразумевала, что в процессе она претерпела изменения в своей душе и теле, как показано в клипе. Премьера клипа состоялась 14 июня 2005 года во время пятого и последнего эпизода реалити-шоу Britney & Kevin: Chaotic под названием «Veil of Secrecy». В клипе беременная Спирс лежит в постели и ходит по дому, напевая своему ещё не родившемуся ребёнку. Она также смотрит через окно на римские скульптуры в саду.
Хейли Батлер из Jam! считает, что «видео далеко от тех змеиных, потных и скудных клипов Бритни прошлых лет. Одетая в элегантное шелковое платье, она бегает по садам, лежит в постели и ходит по траве, и все это с растущим животом».
Несмотря на похвалу трека, блогер Idolator Бекки Бейн заявила, что «в данный момент она все ещё выглядит как подросток, поэтому немного смущает, что она с огромным животом поет о материнстве».

## Выпуск и критические отзывы
Песня была выпущена 16 августа 2005 года компанией Jive Records как единственный сингл с первого мини-альбома Спирс Britney & Kevin: Chaotic.Ремикшированная версия песни была включена в сборник ремиксов 2005 года B in the Mix: The Remixes.
Песня «Someday (I Will Understand)» первоначально получила смешанные отзывы музыкальных критиков. Гил Кауфман из MTV назвал песню «ужасной балладой Бритни с черно-белым видео, с которого началось её падение в безумие». Бекки Бэйн из Idolator высоко оценила трек, заявив, что «Бритни делает искреннюю оду своему нерожденному ребёнку».
В течение нескольких лет после выхода песни отношение к ней стало меняться в положительную сторону. Автор MuuMuse сказал, что хотя песня не стала определяющей в карьере, она была «интересной и, безусловно, личной».
Роб Шеффилд из Rolling Stone  поставил песню на 146-ю позицию в своем рейтинге, отметив, что «Бритни, ожидающая рождения своего первого ребенка, молится о познании "Божьего плана". Но, по правде говоря, Господь, вероятно, предпочел бы слушать „Toxic“, как и все мы».

## Треклист
| - Европейский CD-сингл 1. «Someday (I Will Understand)» — 3:37 2. «Someday (I Will Understand)» (Hi-Bias Signature Radio Remix) — 3:46 - Европейская лимитированная серия макси-сингла 1. «Someday (I Will Understand)» — 3:37 2. «Someday (I Will Understand)» (Instrumental) — 3:37 3. «Someday (I Will Understand)» (Hi-Bias Signature Radio Remix) — 3:46 4. «Someday (I Will Understand)» (Leama and Andy Moor Remix) — 9:18 | - Японский макси-сингл 1. «Someday (I Will Understand)» — 3:37 2. «Chaotic» — 3:33 3. «Mona Lisa» — 3:25 4. «Over to You Now» — 3:42 5. «Someday (I Will Understand)» (Hi-Bias Remix) — 3:46 |

## Участники записи
- Бритни Спирс – ведущий вокал, фортепиано
- Гай Сигсворт – производство
- Шон МакГи  – микширование, инженерия, программирование
- Том Койн –  мастеринг
- Кейт Гавневик – бэк-вокал

## Чарты
| Чарт (2005)                         | Высшая позиция |
| ----------------------------------- | -------------- |
| Австрия (Ö3 Austria Top 40)         | 32             |
| Бельгия/Фландрия (Ultratop 50)      | 17             |
| Бельгия/Валлония (Ultratop 50)      | 11             |
| СНГ (TopHit Airplay)                | 166            |
| Дания (Tracklisten)                 | 8              |
| Финляндия (Suomen virallinen lista) | 15             |
| Германия (GfK)                      | 22             |
| Greece (IFPI)                       | 8              |
| Венгрия (Single Top 40)             | 6              |
| Нидерланды (Single Top 100)         | 36             |
| Норвегия (VG-lista)                 | 18             |
| Швеция (Sverigetopplistan)          | 10             |
| Швейцария (Schweizer Hitparade)     | 8              |

## Примечание
1. 1 2  USATODAY.com - 'Chaotic': Britney's happily-ever-after. usatoday30.usatoday.com. Дата обращения: 14 января 2022. Архивировано 14 января 2022 года.
2. 1 2  Britney & Kevin: Chaotic (DVD) (Liner notes). Britney Spears. Jive Records. 2005.{{cite AV media notes}}:  Википедия:Обслуживание CS1 (другое в cite AV media (notes)) (ссылка)
3. ↑  Britney Spears - Someday (I Will Understand) (2005) (англ.). IMVDb (14 июня 2005). Дата обращения: 14 января 2022. Архивировано 14 января 2022 года.
4. 1 2  Reporter, Rolling Stone (2009). The Complete Video Guide: "Someday (I Will Understand)". Rolling Stone. Jann Wenner. ISSN 0035-791X.
5. ↑  Heller, 2007, p. 92.
6. ↑  CANOE -- JAM! Television - TV Shows - Britney & Kevin: Chaotic: Britn… archive.ph (29 июня 2012). Дата обращения: 14 января 2022. Архивировано 29 июня 2012 года.
7. ↑  Britney Spears News - Every Britney Spears Video: A Nostalgic Look Back - Celebuzz. web.archive.org (23 апреля 2011). Дата обращения: 14 января 2022. Архивировано 23 апреля 2011 года.
8. ↑  Britney Spears - Britney & Kevin: Chaotic DVD Bonus Audio. Discogs. Дата обращения: 14 января 2022. Архивировано 14 января 2022 года.
9. ↑  Britney Spears - B In The Mix - The Remixes. Discogs. Дата обращения: 14 января 2022. Архивировано 14 января 2022 года.
10. ↑  Idol’s David Archuleta Stumps Our Resident Pop Music Nerd. archive.ph (29 июня 2012). Дата обращения: 14 января 2022. Архивировано из оригинала 29 июня 2012 года.
11. ↑  ‘Someday (I Will Understand)’: A Look Back at Britney’s Personal Pregnancy Ode A Decade Later (амер. англ.). MuuMuse (18 августа 2015). Дата обращения: 14 января 2022. Архивировано 14 января 2022 года.
12. ↑  Rob Sheffield, Rob Sheffield. Every Britney Spears Song Ranked (амер. англ.). Rolling Stone (1 марта 2022). Дата обращения: 2 марта 2022. Архивировано 1 марта 2022 года.
13. ↑  Someday (I Will Understand) (European CD single liner notes). Britney Spears. Jive Records. 2005. 82876 72614 2.{{cite AV media notes}}:  Википедия:Обслуживание CS1 (другое в cite AV media (notes)) (ссылка)
14. ↑  Someday (I Will Understand) (European limited edition maxi single liner notes). Britney Spears. Jive Records. 2005. 82876 71428 2.{{cite AV media notes}}:  Википедия:Обслуживание CS1 (другое в cite AV media (notes)) (ссылка)
15. ↑  Someday (I Will Understand) (Japanese maxi single liner notes). Britney Spears. Jive Records. 2005. 4988017635421.{{cite AV media notes}}:  Википедия:Обслуживание CS1 (другое в cite AV media (notes)) (ссылка)
16. ↑   "Britney Spears – Someday (I Will Understand)" (нем.). Ö3 Austria Top 40.  Дата обращения: 30 апреля 2011.
17. ↑   "Britney Spears – Someday (I Will Understand)" (нид.). Ultratop 50.   Дата обращения: 30 апреля 2011.
18. ↑   "Britney Spears – Someday (I Will Understand)" (фр.). Ultratop 50.   Дата обращения: 30 апреля 2011.
19. ↑   Britney Spears — Someday (I Will Understand). TopHit.  Дата обращения: 15 апреля 2021.
20. ↑   "Britney Spears – Someday (I Will Understand)". Tracklisten.  Дата обращения: 30 апреля 2011.
21. ↑   "Britney Spears: Someday (I Will Understand)" (фин.). Musiikkituottajat.  Дата обращения: 30 апреля 2011.
22. ↑   "Britney Spears – Someday (I Will Understand)" (нем.). GfK Entertainment charts.  Дата обращения: 12 октября 2018.
23. ↑  Top 50 Singles Eβδομάδα 30/10–6/11 (греч.). IFPI. Дата обращения: 6 ноября 2005. Архивировано из оригинала 6 ноября 2005 года.
24. ↑   "Archívum – Slágerlisták – MAHASZ" (венг.). Single (track) Top 40 lista. Magyar Hanglemezkiadók Szövetsége.  Дата обращения: 12 августа 2020.
25. ↑   "Britney Spears – Someday (I Will Understand)" (нид.). Single Top 100.  Дата обращения: 30 апреля 2011.
26. ↑   "Britney Spears – Someday (I Will Understand)". VG-lista.  Дата обращения: 30 апреля 2011.
27. ↑   "Britney Spears – Someday (I Will Understand)". Singles Top 100.  Дата обращения: 30 апреля 2011.
28. ↑   "Britney Spears – Someday (I Will Understand)". Swiss Singles Chart.  Дата обращения: 30 апреля 2011.